# Lijst van spelers van UVS
Dit is een lijst van voetballers die minimaal één officiële wedstrijd hebben gespeeld in het eerste elftal van de Nederlandse voormalig betaaldvoetbalclub UVS.

## B
- Hennie Bekkering
- Wim Bekkering
- Wim Biere
- Jan van der Blom
- George Breitner

## D
- Gerard Devilee
- Joop Devilee
- Frits van Duyl
- Gerard Duwel

## F
- Freek Filippo

## G
- Ben Goossens

## H
- Hennie de Haas
- André Hak
- Nico den Hoed

## K
- Wim van der Kaay
- Theo van Kampen
- Wim van Kampen
- Isaac Klinkhamer
- Jan Kluivers

## L
- Cees van Leeuwen
- Jacques van Leeuwen
- Frans Leupe
- Piet van der Lippe

## M
- Henk Maaskant
- Henk Mattheeuwissen
- Bob van Meygaarden
- Theo Michielsen

## N
- Jan Nijman

## P
- Arie Pardon
- Koos van Putten

## R
- Gerard Regterink
- Kees Rem
- Piet Rietkerken
- Coen Rijshouwer

## S
- Jan van der Steen
- Jimmy Supusepa

## T
- Leo van Toorn

## V
- Han Verhoeks
- Jan Verhoeven
- Cor Verhoogt
- Jac Verkuijlen
- Jan Verkuijlen
- Herman Vermeer

## W
- Koos van Weerlee
- Jan de Wolf

## Z
- Cor van der Zeeuw
- Frans van der Zeeuw
- Dick de Zwaan